# Hans Domenego
Hans Domenego (* 17. Juni 1926 in Wien; † 6. Dezember 1990 ebenda; Geburtsname Helmut Leiter) war ein österreichischer Schriftsteller.

## Biografie
Helmut Leiter promovierte 1952 an der Universität Wien und arbeitete anschließend bis 1983 als Verlagslektor und
Produktionsleiter des Verlags Jugend & Volk. Neben und nach dieser Tätigkeit veröffentlichte er Essays,
Feuilletons, Satiren, Hörspiele, Erzählungen sowie Kinder- und Jugendbücher. 1955 heiratete er die Illustratorin Hilde Leiter, mit der er auch mehrere Bücher herausbrachte. Schließlich nahm er den Mädchennamen seiner Schwiegermutter – Domenego – an.
Bereits 1960 erhielt er unter seinem Geburtsnamen Helmut Leiter für Martin gegen Martin den Österreichischen Kinder- und Jugendbuchpreis; 1987 unter dem Pseudonym Hans
Domenego für den Lachdrach vom Spranzenberg und 1988 für die Zeiger standen auf halb vier. Außerdem
betätigte sich Domenego als Herausgeber von mehreren Anthologien, wie etwa das bekannte Sprachbastelbuch (1975).

## Werke (Auswahl)
- Cello und Farbe (1953; Hörspiel)
- Martin gegen Martin (1960)
- Wirbel in Pirolien (1968)
- Werwiewas (1980; Kinderlexikon)
- Der Lachdrach vom Spranzenberg (1986)
- Dieser Herr Andersen (mit L. Eskelund und H. Handsur, 1986)
- Die Zeiger standen auf halb vier (1987, Neuauflage 2000; Illustrationen Birgitta Heiskel)
- Der Elefant im Porzellanladen (1988; Illustrationen Hilde Leiter)
- Tschokonien ist gerettet (1988)
- Lexikonkrimi (1988)
- Gib acht, auf wen du schießt (1988)
- Ein Gespenst vergeht (1989)
- Die Dicken von der Burg (1990)